# Habibwand
Habibwand (perski: حبيب وند) – wieś w Iranie, w ostanie Kermanszah. W 2006 roku miejscowość liczyła 831 mieszkańców w 190 rodzinach.